# Dovje
Dovje je naselje u slovenskoj Općini Kranjskoj Gori. Dovje se nalazi u pokrajini Gorenjskoj i statističkoj regiji Gorenjskoj. 

## Stanovništvo
Prema popisu stanovništva iz 2002. godine naselje je imalo 609 stanovnika.